# Bedded Range
Bedded Range är ett berg i Kanada.   Det ligger i provinsen British Columbia, i den södra delen av landet, 3 400 km väster om huvudstaden Ottawa. Toppen på Bedded Range är 2 157 meter över havet.
Terrängen runt Bedded Range är kuperad österut, men västerut är den bergig. Trakten runt Bedded Range är nära nog obefolkad, med mindre än två invånare per kvadratkilometer.. Det finns inga samhällen i närheten.
I omgivningarna runt Bedded Range växer i huvudsak barrskog.